# Acacia vietnamensis
Acacia vietnamensis é uma espécie de leguminosa do gênero Acacia, pertencente à família Fabaceae.